# Dazaranha
Dazaranha (também conhecida somente por Daza) é uma banda brasileira de reggae rock—nativa de Florianópolis, Santa Catarina. É formada por cinco membros oficiais e mais dois contratados que produzem letras e arranjos os quais remetem à cultura popular florianopolitana e que se utilizam usualmente do som do violino e da percussão. Sua discografia é composta por sete álbuns de estúdio e dois DVDs gravados ao vivo, além de participação em uma coletânea.
É considerada a banda com maior expressão no cenário musical do estado de Santa Catarina superando a Expresso Rural. É a única banda do estado que foi agraciada com um disco de ouro, ao comercializar mais de 50 mil cópias do álbum Tribo da Lua, lançado em 1998.

## História

### O começo (1992-1997)
O Dazaranha iniciou suas atividades no dia 23 de agosto de 1992, por pouco tempo atendendo pelo nome de Almirante Mirinda, atuando em bares e casas noturnas da Grande Florianópolis. Logo em 6 de setembro do mesmo ano a banda passou a se chamar pelo nome o qual ficou famosa, nome este que é uma alusão à comunidade do Canto das Aranhas, na Praia do Moçambique, no Leste da Ilha de Florianópolis. A giria "Das Aranhas" — Sujeito proveniente do Canto das Aranhas — sugere uma pessoa considerada "casca grossa", que sobrevive às adversidades "proporcionadas" pelo local.
| “                                    | É Dazaranha quem, quem é que é Dazaranha, Dazaranha quem; Come feijão com detergente; Dorme na chuva e dorme contente; Não confunde coca com coca; E moca com coca; E faz de cócoras... | ” |
| — Música Padre, Álbum Seja Bem Vindo | |   |

A banda começou a fazer suas apresentações nos quintal de casa, ou seja, em casas noturnas perto do seu local de origem. Foi em uma dessas apresentações, mais precisamente na SAL (Sociedade Amigos da Lagoa), na Lagoa da Conceição, que o amigo e sonorizador da banda chamado Clóvis gravou um desses shows de forma artesanal, através de um tape deck. Essa fita começou a circular a cidade e fez com que o Dazaranha se tornasse conhecido na região através de suas músicas e cativando fãs.
Logo em seguida, dois anos após o início, a banda lança o seu primeiro trabalho fonográfico, com a participação da música Retroprojetor na coletânea Ilha de Todos os Sons lançada em 1994 pela RBS Discos, único registro de uma música do Daza em Disco de vinil. Dois anos depois vem o lançamento do primeiro álbum Seja Bem Vindo, também pela RBS Discos, que alcança o status de clássico e vira sucesso de vendas. As músicas deste CD, produzido pelo baixista Adauto Charnesky e pelo violinista Fernando Sulzbacher, são lembradas até hoje pelo público nos shows da banda e reproduzidas em palco. Logo após o percussionista Gerry deixa a banda, que segue como sexteto. Em 2001 o álbum é relançado com cinco faixas bônus, entre elas, O Cubo, Mario Cesar e uma nova roupagem para Galheta e Novos Ditados.
Em 1996, a banda lança seu álbum de estreia Seja Bem-Vindo, também pela RBS Discos, que alcança o status de clássico e vira sucesso de vendas. As músicas do álbum, produzido pelo baixista Adauto Charnesky e pelo violinista Fernando Sulzbacher, são lembradas até hoje pelo público nos shows da banda e reproduzidas em palco. Logo após o percussionista Gerry deixa a banda, que segue como sexteto. Em 2001 o álbum é relançado com cinco faixas bônus, entre elas, O Cubo, Mario Cesar e uma nova roupagem para Galheta e Novos Ditados.

### A consagração (1998-2000)
Em 1998, é lançado o segundo álbum, Tribo da Lua, que contém, entre outros clássicos, o grande hit Vagabundo Confesso além da grande participação especial de Jorge Ben Jor na faixa Te Liga e da produção de Luis Carlini. Com este trabalho, várias portas se abrem para a banda e os leva a ganhar um prêmio de disco de ouro, o primeiro da história de uma banda catarinense, após uma vendagem superior a 50 mil cópias.
No ano seguinte, a segunda baixa. O então baterista Zé Caetano deixa a banda e da lugar ao novo integrante Adriano Barvik, que segue os trabalhos junto ao grupo.

### Caixa d’água (2004-2007)
Com tamanho reconhecimento no seu trabalho, a banda sente a necessidade de ter o seu próprio estúdio. Foi então que surgiu a ideia de aproveitar a estrutura de uma Caixa d’Água abandonada localizada na Vila Ivan Matos, no bairro Itacorubi, local aonde os irmãos Gazu, Gerry e Moriel usavam para brincar quando eram crianças. Após algumas reformas e alterações para que o local tivesse as adaptações necessárias para funcionar como um estúdio, a banda oficializa o local e o batiza como estúdio Caixa d’Água. O local também inspirou várias composições da banda.
| “                                          | Sou dá caixa d'água; Sou dá caixa de som; Subo o morro da caixa com um berimbau bom pra fazer; Uma roda de povo só pra ver; Lá em cima o que há de novo... | ” |
| — Música Tribuzana, Álbum Nossa Barulheira | |   |

Além disso a Caixa d’Água foi aonde seria gravado, no ano de 2004, o CD Nossa Barulheira produzido pelo violinista Fernando Sulzbacher e pela banda. O CD teve como single a música Salão de Festa a Vapor, mantendo o mesmo nível nas composições mas com guitarras mais marcantes e pesadas nas músicas, o qual levaria o Dazaranha a mais um feito inédito, vencer o Prêmio Claro de Música Independente em 2006 como melhor álbum pop, ficando a frente do ex-Mutante Arnaldo Baptista.
Com toda a bagagem e conhecimento musical alcançados ao longo de 15 anos de carreira mais o retorno do percussionista Gerry, em 2007 o Dazaranha alça voos mais altos na produção da sua mais nova obra, o disco Paralisa produzido por Ricardo Vidal (O Rappa) e que conta com uma modernização no já consagrado estilo da banda, maior sofisticação e a maciça participação do Trio Santo Amaro nos metais que a partir daí começou a acompanhar a banda nos shows por alguns anos. Destaque para as faixas Carolina, Durma Bem e Ô Mané (com participação especial de vários nomes da música local).

### O DVD (2008-2011)
No ano de 2008, mais uma mudança de integrantes. O baterista Adriano larga as baquetas e dá lugar a João Basañez, ex-integrante da banda catarinense Mary Black.
Após muita espera, um antigo sonho dos fãs do Dazaranha é enfim realizado. Em um memorável show realizado em dezembro de 2008 no Teatro Ademir Rosa (CIC), nasce o primeiro DVD da carreira da banda, lançado em 2010 pela Universal Music, com os maiores sucessos da história da banda. Destaque para a participação especial do cantor Armandinho na faixa Salão de Festa a Vapor e faixas inéditas como Dia Lindo, Pra Ficar e Motoboy,  além do making of e um documentário gravado no estúdio Caixa d'Água onde os integrantes contam um pouco da história da banda.
Uma grande equipe de profissionais unida para realizar o DVD: realização e produção de Dazaranha e Orth Produções, Vídeo de Heron Domingues (HD), áudio de Ricardo Vidal (Studio55) e mais o documentário assinado por Mártin Carvalho (Cristal Broadcast).

### 20 anos eDaza(2012-2015)

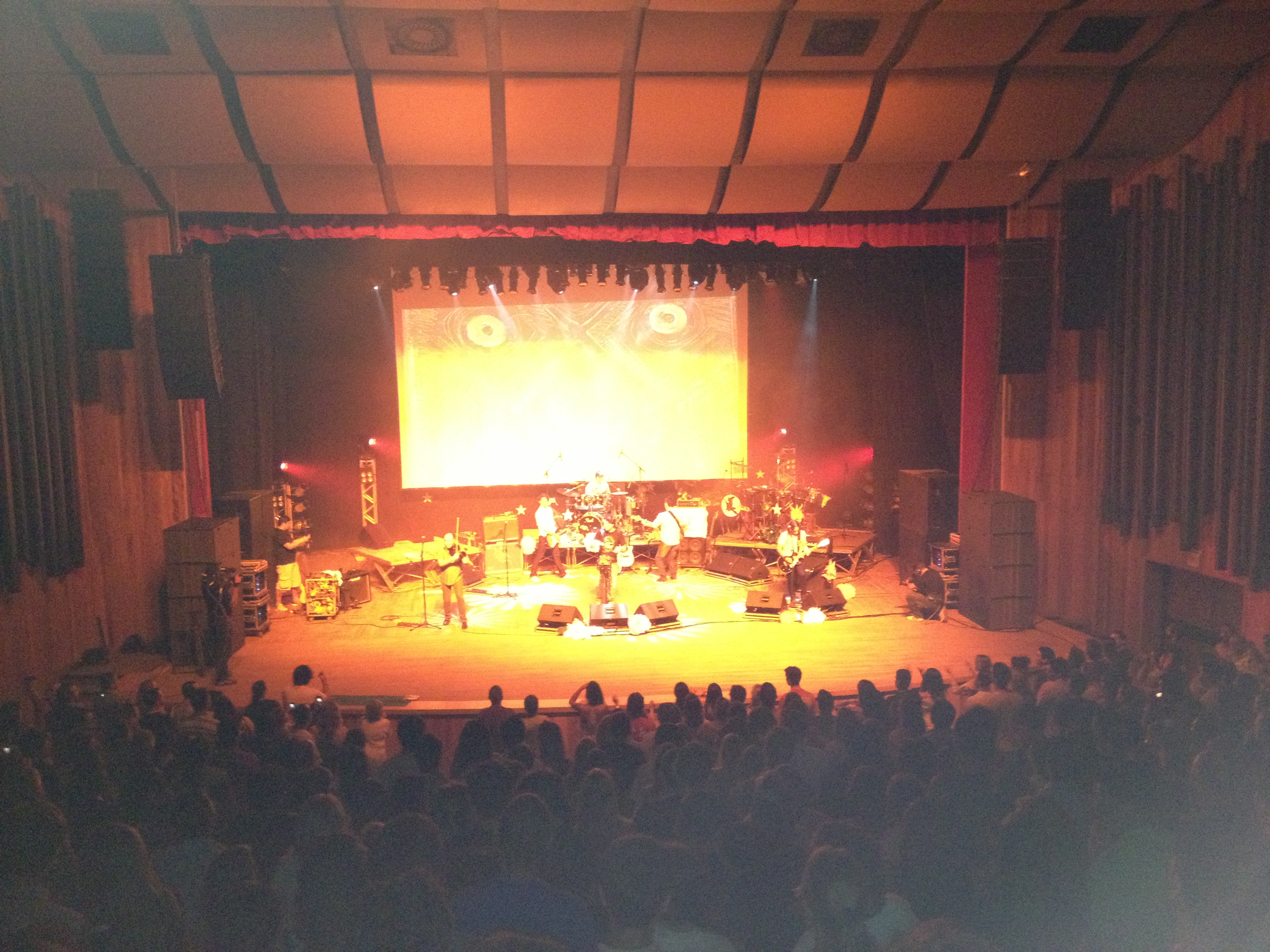
Show no CIC, em 2012.

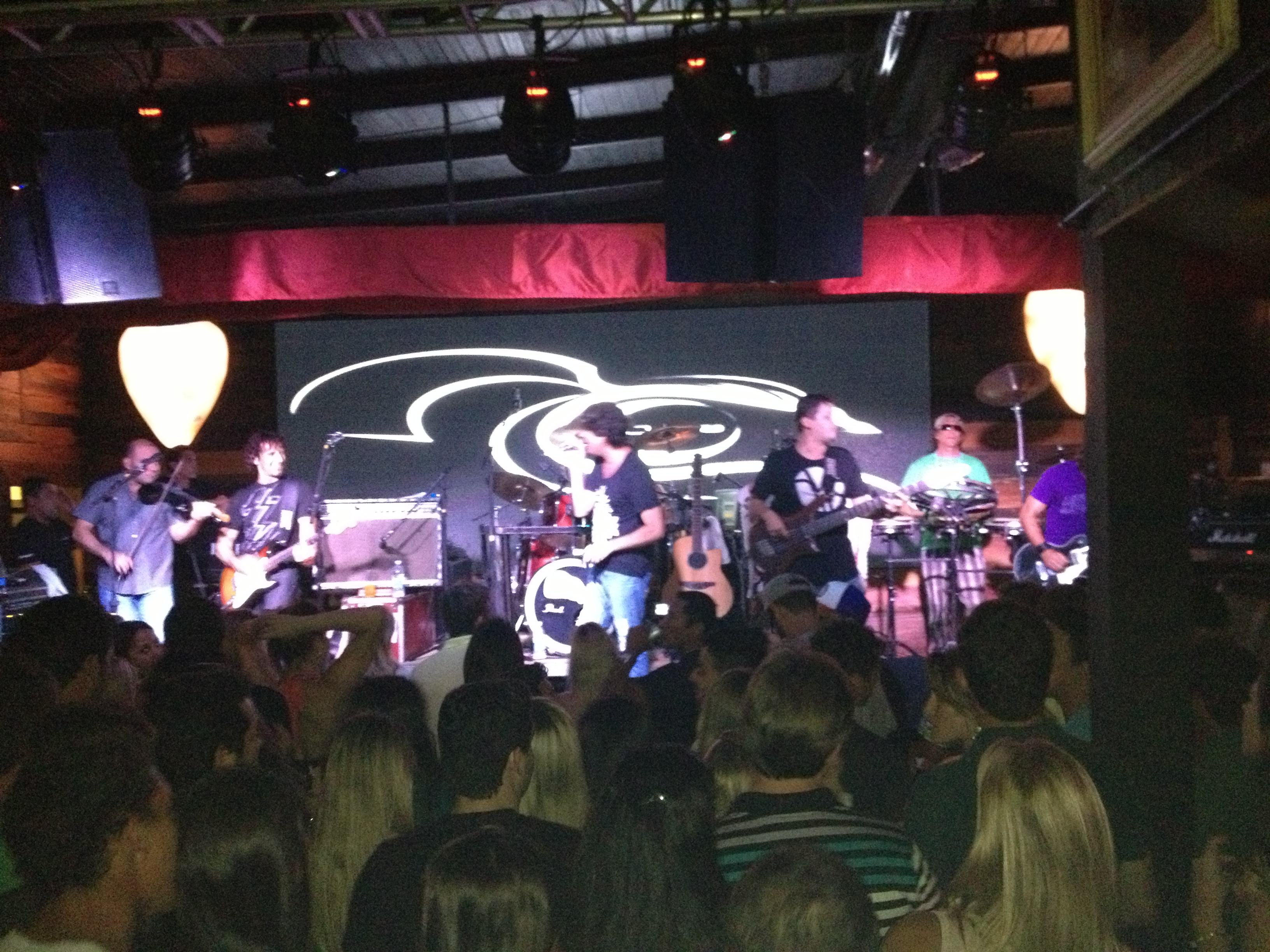
Show do Dazaranha em 2013.

O ano de 2012 marcou a comemoração de 20 anos de história do Daza. A banda que iniciou sua carreira no ano de 1992, comemorou seus aniversário com o lançamento de um box contendo toda a discografia da banda, inclusive o DVD ao vivo gravado em 2008 e um show comemorativo no CIC com a participação especial de músicos convidados como Daniel Lucena e os ex-integrantes Zé Caetano e Adriano Barvik. O show foi transmitido ao vivo pela TVCOM.
No ano de 2014, após quatro anos sem lançar uma nova obra, o Dazaranha lança "Daza", o seu sexto álbum (o quinto gravado em estúdio). Produzido por Carlos Trilha, este disco marcou uma mudança em relação aos outros pois deixou um pouco de lado o sotaque mané marcante dos vocais, além de contar com músicas mais sentimentais, com o clima marcante do "amor e esperança".

### Saída de Gazu  eAfinar as Rezas(2016)
No dia 10 de fevereiro de 2016 a banda Dazaranha anunciou a saída de Gazu, frontman do grupo desde sua fundação. Foram 23 anos a frente dos vocais e de contribuições com algumas composições de muito sucesso ao longo do tempo. Nem a banda nem Gazu divulgaram o motivo da saída do vocalista, mas já eram conhecidos a bastante tempo os trabalhos solos de Sandro Costa em paralelo com o Dazaranha. Após a saída, Chico e Moriel assumiram os vocais, e a banda passou a ter cinco integrantes em seu quadro principal.
Após a saída do Gazu,lança o sétimo álbum chamado Afinar as Rezas que foi produzido por Carlos Trilha no Rio de Janeiro. O álbum é um sucesso no Spotify tendo obtido mais de 4 milhões de plays. Segundo o vocalista Chico Martins, o projeto representa a nova fase da banda, sendo um álbum moderno, mas que ao mesmo tempo traz um mergulho nas origens do Dazaranha, com mistura de guitarra e violino. Destaque para as faixas Afinar as Rezas e Deixa a Tartaruga Nadar. Professores de Florianópolis utilizam a canção Afinar as Rezas para ensinar geografia e história local.

### Projeto 25 anos eCatarina(2017-2019)
Logo após a sequência da banda com a nova formação de vocalistas, ainda no início de 2017, Moriel e Chico sentiram a necessidade de poderem se soltar mais enquanto estavam cantando. Foi aí que assume a terceira guitarra o músico contratado Eduardo Stormowski, mais conhecido como Dinho. Ele passou a integrar o Dazaranha e teve sua primeira participação em uma gravação oficial de um novo single Se tu diz, lançado em março de 2018, que foi uma parceria com o amigo da banda Lenine. A música contou com um clip gravado em Florianópolis e é mais um trabalho desta parceria que começou anteriormente por intermédio de composições interpretadas por Lenine e Chico Martins no CD gravado para o Projeto Tamar. Lenine é embaixador deste projeto no Recife e o Dazaranha representa Floripa.
No ano de 2017 o Dazaranha completaria seus 25 anos de carreira e foi quando idealizou e executou o projeto Daza 25 Anos. A banda montou um show acústico com a participação da Camerata Florianópolis, aonde foi gravado e trabalhado a produção de um novo DVD. Assim como no DVD anterior, este também foi gravado no Teatro Ademir Rosa (CIC) e contou inicialmente com duas apresentações, mas como a procura dos fãs pelo evento foi tão grande, a organização acabou abrindo novas datas para a realização do show. O show ficou marcado como um marco na história da música catarinense.
Em 2018, a banda lança o álbum ao vivo Dazaranha 25 Anos (Ao Vivo) feat. Camerata Florianópolis em todos os aplicativos de música tendo alcançado mais de 2.5 milhões de plays até o momento.
No ano seguinte a banda lançou um nono álbum, o nono da sua discografia, que trouxe novamente assinatura do produtor musical Carlos Trilha. O álbum foi gravado no estúdio Órbita durante uma temporada da banda na cidade do Rio de Janeiro e traz 14 faixas, incluindo os singles “Se tu diz”, com a participação de Lenine, e “Tamo junto”. O álbum foi oficialmente lançado nos dias 18 e 19 de setembro, em duas apresentações no Teatro Ademir Rosa (CIC).
Fechando o ano de 2019, ainda pintou a primeira turnê internacional da história da banda. Com o patrocínio da rede Fort Atacadista o Dazaranha fez cinco apresentações em Portugal que ocorreram nas cidades de Porto e Lisboa entre 4 e 14 de novembro.

### Nova gravadora (2020 - 2022)

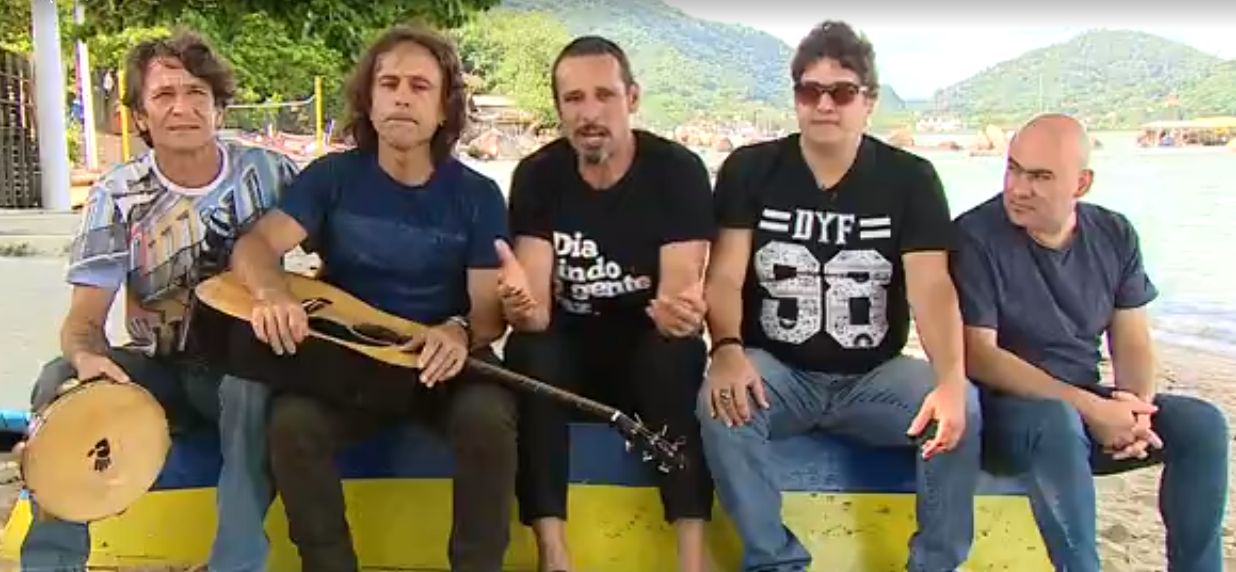
Dazaranha em 2020.

Em busca de alçar voos mais longos a nível nacional, o Dazaranha assina um contrato com a famosa gravadora e produtora Midas Music, do empresário e produtor Rick Bonadio. O anúncio da banda foi feito através da sua conta oficial no Instagram no dia 3 de março de 2020. A Midas Music foi criada em 2010 e é conhecida por lançar grandes artistas a nível nacional, como Mamonas Assassinas, Charlie Brown Jr., Vitor Kley, entre outros nomes de sucesso.
A fim de contar um pouco da história da banda ao longo do seu legado de quase 30 anos e também diminuir a distância com os fãs por conta da Pandemia de COVID-19, através do seu canal no Youtube, no dia 25 de maio de 2021 o Dazaranha lança uma Websérie. Com 30 episódios os integrantes relatam curiosidades e apresentam trilhas e praias de Florianópolis que inspiraram muitas composições.

### Turnê de 30 anos e álbum de inéditas (2022 - 2023)
No ano de 2022 com a retomada dos shows presenciais indo mais acelerada, o Dazaranha iniciou uma nova turnê com grandes concertos para a celebração dos 30 anos de carreira e lançando no final de setembro um álbum de faixas inéditas que foram lançadas aos poucos, dentre elas "Deixa Acontecer" com a participação de Vitor Kley, "Flutuar", "Navegador", "Rede Fantasma" e o carro-chefe desse repertório de inéditas "Saiu da Vida Torta" que recebeu um videoclipe dirigido por Antonio Rossa. 
Diversas cidades catarinenses receberam apresentações gratuitas para o público, sendo que a estreia foi em Florianópolis realizada no Largo da Catedral Metropolitana em 8 de outubro de 2022 que ganhou imagens em vídeo lançadas mais de um ano depois com a captação de imagens da produtora 30 Por Segundo.
No ano de 2023, a banda foi homenageada pela escola de samba local União da Ilha da Magia no desfile das escolas de samba de Florianópolis no Carnaval com o enredo Ô Mané, Que Festa É Essa? É o Dazaranha Mostrando ao Mundo Que um Dia Lindo a Gente Faz! que foi apresentado ao público durante a abertura do show de 30 anos no Largo da Catedral. O enredo fez com que a agremiação carnavalesca ganhasse o desfile de 2023 com direito a show da banda na quadra da escola.
Alguns dos shows gratuitos da banda pelo estado tiveram a presença da Camerata Florianópolis como a na estreia do Brasil na Copa do Mundo 2022 do Catar, na Maratona Cultural em 23 de março de 2023 onde celebraram os 350 anos de Floripa e na despedida da tour 30 Anos realizada em 29 de dezembro de 2023 na Beira-Mar Continental na capital catarinense.
Em setembro de 2024 a banda apresentou um novo show, intitulado “Ícones”. Para celebrar a nova fase, os músicos interpretaram algumas músicas de suas principais influências, além de canções que marcaram a trajetória do grupo. Esse novo show é uma verdadeira homenagem à carreira da banda, destacando as influências que ajudaram a moldar seu estilo único..
Como parte das comemorações pelos 30 anos de carreira, o Dazaranha lançou, em novembro de 2023, novas versões de cinco músicas já conhecidas do público. As faixas relançadas foram “Dia Lindo”, “Salão de Festa”, “Ô Mané”, “Chega Mais Cedo” e “Com ou Sem”.

### Turnê Ícones e Novo Álbum de Estúdio (2024 - atualmente)
Em 2024, o Dazaranha iniciou a turnê "Ícones", uma homenagem às raízes e influências que moldaram seu estilo musical. A apresentação inclui músicas que são pilares de sua identidade musical.
O nono álbum de estúdio do Dazaranha tem lançamento previsto para 2025. As gravações ocorreram durante uma série de shows realizados em cidades de Santa Catarina em 2024, e o projeto marca o retorno da banda ao estúdio após um período voltado a turnês e versões comemorativas.

## Integrantes

### Formação
- Chico Martins - Voz e Guitarra solo (1992-atualmente)
- Adauto – Baixo (1992-atualmente)
- Fernando – Violino, Guitarra, Baixo e Vocal de apoio (1992-atualmente)
- Moriel – Voz e Guitarra (1992-atualmente)
- Gerry – Percussão (1992-96 e 2003-atualmente)

- JC Basañez – Bateria (2008-atualmente)
- Dinho Stormowski – Guitarra Base, Guitarra Solo e Vocal de apoio (2017-atualmente)

### Ex-integrantes
- Zé Caetano - Bateria (1992-1998)
- Adriano – Bateria (1998-2008)
- Gazu – Vocal e Violão (1992-2016

#### Trio Santo Amaro
- Leandro – Saxofone
- Paulinho – Trompete
- Hemerson – Trombone

No ano de 2007, na produção e gravação do disco Paralisa, o Dazaranha moderniza e inova o já consagrado estilo da banda ao marcar em suas músicas a forte presença dos metais do Trio Santo Amaro, que desde então passou a fazer parte da sequência da banda. Essa parceria com os músicos perdurou até meados de 2015 quando o Daza decidiu excluir novamente os metais de seus shows, permanecendo pontualmente em alguns trabalhos da banda ou em alguns trabalhos solo.
O Trio Santo Amaro recebeu esta nomenclatura dos integrantes do Dazaranha, devido aos músicos integrantes serem residentes na cidade de Santo Amaro da Imperatriz e formados musicalmente na Sociedade Musical e Cultural Santo Amaro.

## Discografia
| #                     | Título                                                   | Ano de lançamento | Participações externas                                                     | Gravadora           |
| Ilha de Todos os Sons | Ilha de Todos os Sons                                    | 1994              | Participação da música Retroprojetor na coletânea                          | RBS Discos          |
| 1º                    | Seja Bem Vindo                                           | 1996              |                                                                            | RBS Discos          |
| 2º                    | Tribo da Lua                                             | 1998              | Jorge Ben Jor, Luis Carlini, Baixinho, Jorge Groove                        | Atração Fonográfica |
| 3º                    | Nossa Barulheira                                         | 2004              |                                                                            | Atração Fonográfica |
| 4º                    | Paralisa                                                 | 2007              | Rô Conceição, Guilherme Ribeiro, Macarrão, Daniel Lucena, Valdir Agostinho | Antídoto            |
| 5º                    | Ao Vivo                                                  | 2010              | Armandinho                                                                 | Universal Music     |
| 6º                    | Daza                                                     | 2014              | Carlos Trilha                                                              | Paravox             |
| 7º                    | Afinar as Rezas                                          | 2016              | Carlos Trilha                                                              | Paravox             |
| 8º                    | Dazaranha 25 Anos (Ao Vivo) feat. Camerata Florianópolis | 2018              | Dazaranha & Camerata Florianópolis                                         | Paravox             |
| 9º                    | Catarina                                                 | 2019              | Carlos Trilha                                                              | Paravox             |
| 10º                   | Dazaranha 30 Anos                                        | 2022              | Vitor Kley                                                                 | Midas Music         |
| 11º                   | Dazaranha 30 Anos Ao Vivo (EP)                           | 2023              |                                                                            | Midas Music         |

## Videografia
- Dazaranha Ao Vivo (2010) - show ao vivo gravado no Centro Integrado de Cultura, em Florianópolis.
- Dazaranha 25 Anos * Camerata Florianópolis (2017) - show ao vivo gravado no Centro Integrado de Cultura, em Florianópolis com participação especial da Camerata Florianópolis.
- Websérie 30 anos (2021) - 30 capítulos apresentados pelo Canal do Youtube da Banda.[28][29]

## Prêmios
- 2006: Prêmio Claro de Música Independente - Melhor Álbum Pop[40]